# Torralba del Pinar
Torralba del Pinar é um município da Espanha na província de Castelló, Comunidade Valenciana. Tem 21,2 km² de área e em 2021 tinha 63 habitantes (densidade: 3 hab./km²).

## Demografia
| Variação demográfica do município entre 1991 e 2004 | Variação demográfica do município entre 1991 e 2004 | Variação demográfica do município entre 1991 e 2004 | Variação demográfica do município entre 1991 e 2004 |
| --------------------------------------------------- | --------------------------------------------------- | --------------------------------------------------- | --------------------------------------------------- |
| 1991                                                | 1996                                                | 2001                                                | 2004                                                |
| 67                                                  | 71                                                  | 81                                                  | 68                                                  |